# Casa Museu Can Trinxeria
Can Trinxeria, sovint mencionada amb el nom incorrecte de Can Trincheria, és una de les cases pairals més importants d'Olot. Fou construïda a la primera meitat del segle xviii, si bé el resultat actual és producte de diferents ampliacions i reformes posteriors. El nom prové del fet que des de l'origen ha estat habitada pel llinatge Trinxeria. Els Trinxeria són originaris de Prats de Molló, població del Rosselló que el 1659 va passar a França en virtut del Tractat dels Pirineus.

## Història
Josep de la Trinxeria va estar entre els qui no acceptaren el domini francès sobre les seves terres, i les defensà amb les armes. Davant la impossibilitat de recuperar la independència, a final del segle xvii s'instal·là a Olot. La casa fou adquirida l'any 1735 per dita família. Els interior foren decorats durant els segles xviii i xix amb unes pintures murals que es poden trobar a la Cambra del General, Sala sisena, Sala tercera de Joan Carles Panyó, Segona sala, Sala primera. L'ajuntament d'Olot, en sessió plenària, va acordar el 9 de desembre de 1980 l'adquisició de Can Trinxeria per un import de 23 milions de pessetes. El 1985 van caldre més de 13 milions de pessetes per a arranjar-la. La casa-museu és al primer pis, o planta noble.

## Descripció
Edifici que ocupa una parcel·la d'uns 820 m². La planta baixa ocupa 520 m2 i és de tres crugies cobertes amb volta, una de les quals era antigament ocupada pels carruatges i cavallerisses. El primer pis presenta dues parts ben diferenciades: una formada per les tres crugies i l'altra per una ala en forma de L afegida. La primera d'aquestes parts és la més noble de l'edifici i conté dues cambres amb les corresponents alcoves i quatre salons juxtaposats i intercomunicats entre ells; dos pisos superiors i un terrat cobert.

### Façana

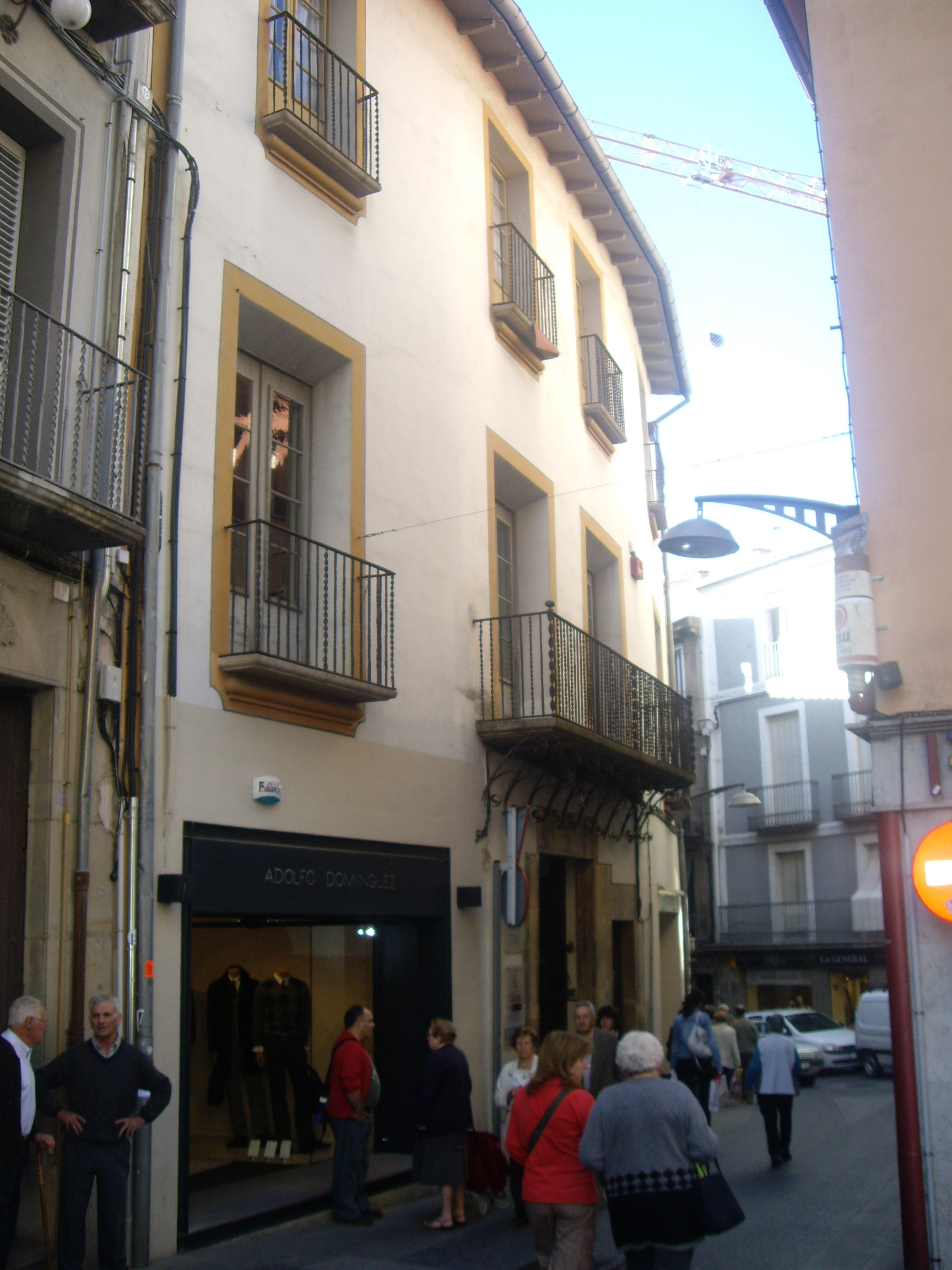
Façana

És destacable la balconada del primer pis de la façana del carrer de Sant Esteve. La façana és la que avui dona a la Plaça del carrer "Q". Els balcons del primer pis són decorats amb garlandes de colors blaus i taronges que pengen a banda i banda del balcó, mentre que la part central superior és ocupada per medallons, un amb un pom de flors i els altres tres el rostre d'una dona.
La façana, com la resta de la casa, ha estat modificada en diverses ocasions; la darrera va ser arran de l'adquisició de l'immoble per part de l'Ajuntament. En aquell moment, i amb la voluntat de transformar una part de la primera planta en casa-museu, es varen tractar les pintures murals de les façanes, especialment les de la part posterior. Així doncs les modificacions han estat d'embelliment i prevenció de pèrdua de detalls decoratius.

### Planta noble
Té una superfície de 454 m2 construïts i una terrassa posterior. Acull la planta noble, a la qual es va afegir, posteriorment, una zona nova (actualment ascensor i escala/sortida d'emergència), amb caràcter més utilitari i domèstic, on la família es relacionava i passava la major part del dia. Aquesta zona nova, comprenia la cuina i una sala d'estar. Les sales d'aquesta planta noble són les parts visitables de la casa, les que gaudeixen de la classificació de casa-museu.
En aquesta hi ha dos àmbits ben diferenciats: l'un, més noble i ampli, format per dues cambres amb les corresponents alcoves i quatre salons intercomunicats, amb les parets i sostres decorats, i l'altre més reduïda i austera, on trobem elements de caràcter més domèstic, amb l'única excepció de l'habitació on hi ha el pessebre monumental (espai que en el seu moment era també un àmbit domèstic d'ús habitual).
L'interior de la casa s'ha anat transformant i decorant reflectint el gust de cada època. D'ençà de la construcció, s'hi han succeït diferents generacions de la família i en cada cas quedaven manifestes les preferències cap a un estil determinat: barroc, imperi, isabelí…, sempre però, amb criteri i una bona disponibilitat econòmica que permetia fer els millors encàrrecs.

### Pintures
Olot és una ciutat amb una llarga tradició artística i cultural. Fruit de la important indústria d'estampats d'indianes que hi havia a la ciutat, l'any 1783 es va fundar l'Escola Pública de Dibuix d'Olot, amb la intenció d'oferir mà d'obra qualificada en el dibuix. Aquesta Escola, amb el pas del temps i amb els seus alts i baixos, ha fet d'Olot una ciutat coneguda pels seus pintors de paisatges.
El primer director de l'Escola de Belles Arts fou Joan Carles Panyó i Figaró (Mataró 1755- Olot 1840), el qual participà en la decoració de diverses esglésies d'Olot i d'algunes cases nobles, entre elles Can Trinxeria. A la casa-museu hi trobem pintures murals de diversos autors, on destaquen les del mateix Panyó. Aquestes pintures mostren des d'escenes de l'època fins a imatges mitològiques.

### Mobiliari i estris
Les sales de la casa-museu posseeixen un mobiliari tan destacable com un canterano català de noguera amb marqueteria de boix, dues calaixeres bessones amb uns singulars peus d'animal com a suport i, molt especialment, el conjunt format per les dues alcoves (les conegudes com alcova del bisbe i alcova del general) amb els dos llits d'Olot, amb motius ornamentals policromats i daurats i el treball característic dels tallers olotins. De la resta de les estances, cal destacar-ne el ric treball de motllures, cornucòpies, galeries i tot el parament addicional.

### El pessebre
Una de les obres més importants de la Casa Trinxeria és el singular pessebre monumental, d'influència italiana, ubicat a la sala de la part assolellada de la casa. Considerat únic a Catalunya, es dona per segur que el seu iniciador fou Ignasi de Trinxeria, fill hereu de Josep de Trinxeria. Consta que Ignasi era, l'any 1691, estudiant de lleis, en la vila d'Olot popular. De jove, a conseqüència d'una mala caiguda produïda mentre cavalcava, va quedar afectat d'una paràlisi que condicionà la seva vida, fins que va morir pel març de 1752, quan tenia uns vuitanta anys.
En la creació del pessebre és possible que hi contribuís Pere Joan Areny, a favor del qual Ignasi deixà una disposició testamentària, en agraïment per l'ajuda que li havia donat aquest "mestre de ma casa durant els anys de permanència al seu costat i pels serveys que de ell he rebuts". El pessebre té representades diverses escenes evangèliques relacionades amb el naixement i la infància de Jesús, com l'Anunciació, la Visitació, l'Anunciata, la Presentació de Jesús al Temple, la Degollació dels Innocents i la Fugida a Egipte, el taller de Natzaret. La del Naixement, posada en un pla elevat de la cantonera del moble, és espectacular, amb una cinquantena d'àngels que envolten la representació del misteri, alguns dels quals porten instruments musicals i altres filacteris.
Les figures d'aquest pessebre són dissemblants pel que fa a la mida, les races i les èpoques representades, i en el singular paisatge, amb concrecions calcàries, pedra de Cogolls i flora artificial, hi tenen també cabuda pastors, llenyataires, soldats, caçadors, blanquers, personatges bíblics i animals domèstics de tota mena, a més de cases de pagès i fortaleses amb altes torres que donen a l'obra un aspecte fantasiós i magnificent. Al moble hi ha també figures sobre la passió i mort de Crist i uns espais, a manera de capelles, amb les imatges de sant Narcís i la Mare de Déu del Tura.